# Roger Ailes
Pour les articles homonymes, voir Ailes.
Roger Eugene Ailes (15 mai 1940 - 18 mai 2017) est le premier PDG de Fox News et du groupe Fox Television et un consultant média proche du Parti républicain lors de la campagne de 2016 de Donald Trump, qu'il a aidé à préparer le débat présidentiel.

## Biographie
Né à Warren, dans l'Ohio, Roger Ailes est titulaire d'un Bachelor of Arts de l'université de l'Ohio à Athens. Il en est diplômé en 1962. Il reçoit plus tard un doctorat honoris causa de l'université.
Il a été consultant média des présidents républicains Richard Nixon, Ronald Reagan et George H. W. Bush, ainsi que conseiller de campagne de Rudolph Giuliani lors de la campagne aux élections municipales de New York en 1989. Il participe également à la campagne présidentielle de Donald Trump.
En 1995, il a effectué du conseil média auprès de Jacques Chirac, alors candidat du RPR à l'élection présidentielle française.

### Fox News Channel
En 1996, Roger Ailes est nommé président de Fox News, une filiale de News Corporation à sa fondation. Il démissionne en juillet 2016.

### Mort
Roger Ailes meurt le 18 mai 2017 à Palm Beach (Floride), après une chute dans laquelle sa tête heurte le sol, ce qui provoque un hématome sous-dural, qui sera aggravé par l'hémophilie dont il souffrait depuis longtemps.

### Vie privée
Roger Ailes a été marié à Norma E. Ailes (née en 1945), ancienne productrice de télévision avec Mission Media Ministries. Ils ont eu ensemble un fils, Shawn C. Ailes Visco Ferrer (né en 1968), producteur de télévision.

## Affaire judiciaire

### Harcèlements sexuels
En 2016, il est au centre d'une polémique, ouverte par une plainte de Gretchen Carlson, pour des faits de harcèlements sexuels qu'il faisait subir à des employées de Fox News. Il est notamment accusé de prendre des mesures de représailles, telles que des réductions de salaire ou des licenciements, lorsqu'il n'obtenait pas satisfaction. Devant la multiplication des témoignages d'autres employées, comme la présentatrice vedette Megyn Kelly, le scandale oblige Fox News à se séparer de lui, et la chaîne lui verse 40 millions de dollars de compensation. Il démissionne donc en juillet 2016, à la suite de ces accusations.

## Biopics
Sa vie controversée fut adaptée plusieurs fois :
- The Loudest Voice (2019) : incarné par Russell Crowe dans cette mini-série qui retrace l'essentiel de la carrière Ailes à la Fox de 1995 à 2016[10].
- Scandale (2019) : il est incarné par John Lithgow dans ce film centré sur les accusations de harcèlement sexuel qui conduisirent Ailes à son renvoi.
- Diviser pour mieux régner : l'histoire de Roger Ailes (2018) : film documentaire de Alexis Bloom.